# Metisergidă
Metisergida este un alcaloid derivat din ergot și este utilizat în tratamentul și în profilaxia migrenelor. Calea de administrare disponibilă este cea orală.
Este unul dintre cele mai bune medicamente profilactice antimigrenoase, dar nu este indicat în criza acută de migrenă.

## Farmacologie
Metisergida interacționează cu receptorii serotoninergici. Efectul terapeutic în profilaxia migrenei pare să fie cauzat de acțiunea antagonistă asupra receptorilor 5-HT2B. Acționează și antagonist asupra receptorilor 5-HT2C, dar este agonist parțial al receptorilor 5-HT1A.